# Wereldkampioenschap voetbal 2022 (Groep G) Kameroen - Servië
Dit artikel gaat over de wedstrijd in groep G van het wereldkampioenschap voetbal 2022 tussen Kameroen en Servië die gespeeld werd op maandag 28 november 2022 in het Al Janoubstadion te Al Wakrah. Het duel was de 29ste wedstrijd van het toernooi.
De wedstrijd eindigde in een 3–3 gelijkspel. Jean-Charles Castelletto opende de score voor Kameroen, maar rondom de rust kwam Servië op een 3–1 voorsprong door treffers van Strahinja Pavlović, Sergej Milinković-Savić en Aleksandar Mitrović. Nadat man van de wedstrijd Vincent Aboubakar inviel, scoorde Kameroen nog twee keer. Deze wedstrijd doorbrak een reeks van acht verloren WK-wedstrijden van Kameroen. Het was de eerste keer sinds 2002 dat Kameroen een WK-wedstrijd niet verloor en het was de eerste WK-wedstrijd ooit waarin Kameroen minstens drie keer scoorde. Voor Servië was het zijn eerste WK-wedstrijd ooit die het gelijkspeelde en tevens de eerste waarin het minstens drie keer scoorde.

## Voorafgaand aan de wedstrijd
- Kameroen stond bij aanvang van het toernooi op de 43ste plaats van de FIFA-wereldranglijst.[1] 4 WK-deelnemers waren lager gerangschikt dan Kameroen. Servië was terug te vinden op de 21ste plek en moest 18 WK-deelnemers boven zich dulden.[2]
- Kameroen en Servië troffen elkaar voorafgaand aan deze wedstrijd één keer: Servië won in juni 2010 het oefenduel met 4–3. Kameroen won één en verloor negen van zijn vijftien eerdere WK-wedstrijden tegen UEFA-landen. Servië verloor zijn enige eerdere WK-wedstrijd tegen een Afrikaans land.
- Beide landen verloren hun openingsduel op dit toernooi: Kameroen met 0–1 van Zwitserland en Servië met 0–2 van Brazilië.
- André Onana werd door Kameroen buiten de selectie gelaten om disciplinaire redenen.[3]

## Wedstrijddetails[4]
|                                                      |                                                 |                  |                                                    | |
| Groep G 28 november 2022 13:00 (UTC+3) 11:00 (UTC+1) | Kameroen                                        | 3 – 3 (1 – 2)    | Servië                                             | Stadion: Al Janoubstadion, Al Wakrah Toeschouwers: 39.789 Scheidsrechter: Mohammed Abdulla Mohamed Assistenten: Mohamed Al-Hammadi Assistenten: Hasan Al-Mahri Vierde official: Ma Ning Video-assistent: Nicolás Gallo AVAR 1: Juan Soto AVAR 2: Ezequiel Brailovsky AVAR 3: Leodán González Speler van de wedstrijd: Vincent Aboubakar |
| Groep G 28 november 2022 13:00 (UTC+3) 11:00 (UTC+1) | Castelletto 29' Aboubakar 63' Choupo-Moting 66' | Wedstrijdverslag | 45+1' Pavlović 45+3' Milinković-Savić 53' Mitrović | Stadion: Al Janoubstadion, Al Wakrah Toeschouwers: 39.789 Scheidsrechter: Mohammed Abdulla Mohamed Assistenten: Mohamed Al-Hammadi Assistenten: Hasan Al-Mahri Vierde official: Ma Ning Video-assistent: Nicolás Gallo AVAR 1: Juan Soto AVAR 2: Ezequiel Brailovsky AVAR 3: Leodán González Speler van de wedstrijd: Vincent Aboubakar |
| Groep G 28 november 2022 13:00 (UTC+3) 11:00 (UTC+1) |                                                 |                  |                                                    | Stadion: Al Janoubstadion, Al Wakrah Toeschouwers: 39.789 Scheidsrechter: Mohammed Abdulla Mohamed Assistenten: Mohamed Al-Hammadi Assistenten: Hasan Al-Mahri Vierde official: Ma Ning Video-assistent: Nicolás Gallo AVAR 1: Juan Soto AVAR 2: Ezequiel Brailovsky AVAR 3: Leodán González Speler van de wedstrijd: Vincent Aboubakar |
| Groep G 28 november 2022 13:00 (UTC+3) 11:00 (UTC+1) |                                                 |                  |                                                    | Stadion: Al Janoubstadion, Al Wakrah Toeschouwers: 39.789 Scheidsrechter: Mohammed Abdulla Mohamed Assistenten: Mohamed Al-Hammadi Assistenten: Hasan Al-Mahri Vierde official: Ma Ning Video-assistent: Nicolás Gallo AVAR 1: Juan Soto AVAR 2: Ezequiel Brailovsky AVAR 3: Leodán González Speler van de wedstrijd: Vincent Aboubakar |
|                                                      |                                                 |                  |                                                    | |

| Kameroen | Servië |

| DM             | 16 | Devis Epassy               |         |
| RA             | 19 | Collins Fai                |         |
| CV             | 21 | Jean-Charles Castelletto   |         |
| CV             | 03 | Nicolas N'Koulou           | 24'     |
| LA             | 25 | Nouhou Tolo                |         |
| CM             | 08 | André-Frank Zambo Anguissa | 81'     |
| CM             | 18 | Martin Hongla              | 55'     |
| CM             | 15 | Pierre Kunde               | 67'     |
| RB             | 20 | Bryan Mbeumo               | 81'     |
| SP             | 13 | Eric Maxim Choupo-Moting   |         |
| LB             | 12 | Karl Toko Ekambi           | 67'     |
| Wisselspelers: |    |                            |         |
| DM             | 01 | Simon Ngapandouetnbu       |         |
| VD             | 04 | Christopher Wooh           |         |
| VD             | 17 | Olivier Mbaizo             |         |
| VD             | 24 | Enzo Ebosse                |         |
| MV             | 02 | Jerome Ngom Mbekeli        |         |
| MV             | 05 | Gaël Ondoua                | 67'     |
| MV             | 14 | Samuel Gouet               | 81'     |
| MV             | 22 | Olivier Ntcham             |         |
| AV             | 06 | Nicolas Moumi Ngamaleu     |         |
| AV             | 07 | Georges-Kévin N'Koudou     | 81'     |
| AV             | 09 | Jean-Pierre Nsame          |         |
| AV             | 10 | Vincent Aboubakar          | 55'     |
| AV             | 11 | Christian Bassogog         | 30' 67' |
| AV             | 26 | Marou Souaibou             |         |
| Coach:         |    |                            |         |
| Rigobert Song  |    |                            |         |

| DM               | 23 | Vanja Milinković-Savić  |       |
| CV               | 04 | Nikola Milenković       | 90+3' |
| CV               | 05 | Miloš Veljković         | 78'   |
| CV               | 02 | Strahinja Pavlović      | 55'   |
| RM               | 14 | Andrija Živković        | 78'   |
| CM               | 06 | Nemanja Maksimović      |       |
| CM               | 16 | Saša Lukić              |       |
| LM               | 17 | Filip Kostić            | 90+2' |
| RB               | 10 | Dušan Tadić             |       |
| SP               | 09 | Aleksandar Mitrović     |       |
| LB               | 20 | Sergej Milinković-Savić | 78'   |
| Wisselspelers:   |    |                         |       |
| DM               | 01 | Marko Dmitrović         |       |
| DM               | 12 | Predrag Rajković        |       |
| VD               | 03 | Strahinja Eraković      |       |
| VD               | 13 | Stefan Mitrović         | 55'   |
| VD               | 15 | Srđan Babić             | 78'   |
| VD               | 25 | Filip Mladenović        |       |
| MV               | 08 | Nemanja Gudelj          |       |
| MV               | 19 | Uroš Račić              |       |
| MV               | 21 | Filip Đuričić           | 90+2' |
| MV               | 24 | Ivan Ilić               |       |
| MV               | 26 | Marko Grujić            | 78'   |
| AV               | 07 | Nemanja Radonjić        | 78'   |
| AV               | 11 | Luka Jović              | 45+4' |
| AV               | 18 | Dušan Vlahović          |       |
| AV               | 22 | Darko Lazović           |       |
| Coach:           |    |                         |       |
| Dragan Stojković |    |                         |       |

| Statistieken           | Kameroen | Servië |
| ---------------------- | -------- | ------ |
| Doelpunten             | 3        | 3      |
| Gele kaarten           | 2        | 2      |
| Rode kaarten           | 0        | 0      |
| Wissels                | 5        | 5      |
| Schoten op doel        | 8        | 6      |
| Schoten naast doel     | 3        | 8      |
| Overtredingen          | 8        | 13     |
| Hoekschoppen           | 4        | 3      |
| Buitenspel             | 0        | 4      |
| Passnauwkeurigheid (%) | 74       | 84     |
| Balbezit (%)           | 44       | 56     |